# 诺多尔县
诺多尔（Natore District）为孟加拉国拉杰沙希专区辖县，地处孟加拉国中部偏西，设县于1984年。县境东北部与瑙冈、博格拉县接壤，南巴布纳、库什蒂亚县毗邻，东与锡拉杰甘杰为界，西连拉杰沙希县。全县年平均降雨量1,872毫米，平均气温11.2°C（最低）至37.8°C（最高）。县域总面积1,896.05公里²，总人口1,521,359人（2001），全县共分为6乡（乌帕齐拉）。